# Stasimopus spinipes
Espèce
Stasimopus spinipes est une espèce d'araignées mygalomorphes de la famille des Stasimopidae.

## Distribution
Cette espèce est endémique du Cap-Oriental en Afrique du Sud,. Elle se rencontre vers East London.

## Description
Le mâle holotype mesure 21 mm.

## Publication originale
- Hewitt, 1917 : Descriptions of new South African Arachnida. Annals of the Natal Museum, vol. 3, p. 687-711 (texte intégral).